# Lakhdar Adjali
Pour les articles homonymes, voir Lakhdar.
Lakhdar Adjali (en arabe : لخضر عجالي) est un footballeur international algérien, consultant et entraîneur, né le 18 juillet 1972 à Hussein Dey (Algérie). Évoluant comme milieu de terrain, il a été finaliste de la Coupe de France en 2001 avec Amiens SC.
Il compte sept sélections et deux buts en équipe nationale d'Algérie entre 1993 et 1998. 
Titulaire d'un diplôme d’entraîneur de l'UEFA A et des diplômes à l'Université de Lille, à savoir préparation mentale du sportif, analyse tactique par vidéo et management des clubs sportifs.

## Palmarès

### En Club
- Finaliste de la Coupe de France 2001 avec l'Amiens SC.

### En sélection
- Médaillé d'argent aux Jeux Méditerranéens de 1993 à Languedoc-Roussillon avec l'Algérie.

## Médias et TV
Lakhdar Adjali est un consultant auprès de la chaîne de télé sportive algerienne: El Heddaf TV.

## Palmarès
- Vainqueur de la Coupe de la Ligue de Guinée  2024